# فالینگ این ریورس
فالینگ این ریورس (به انگلیسی: Falling in Reverse) یک گروه راک آمریکایی مستقر در لاس وگاس، نوادا است که در سال ۲۰۰۸ توسط خواننده اصلی رانی ردکی در حالی که او در زندان بود تشکیل شد. نام اصلی گروه «From Behind These Walls» بود، اما بلافاصله پس از تشکیل به فالینگ این ریورس تغییر نام داد. آنها هم‌اکنون در اپیتاف رکوردز فعالیت می‌کنند.
گروه در حال حاضر توسط خواننده اصلی ردکی، در کنار گیتاریست‌ها مکس جورجیف و کریستین تامپسون و بیسیست تایلر برگس رهبری می‌شود. این گروه اولین آلبوم خود را با نام داروی من تو هستی در ۲۶ ژوئیه ۲۰۱۱ منتشر کرد که در جایگاه نوزدهم بیلبورد ۲۰۰ قرار گرفت و در هفته اول ۱۸٬۰۰۰ نسخه فروخت. در ۱۷ دسامبر ۲۰۱۹ از این آلبوم معادل ۵۰۰٬۰۰۰ نسخهٔ کپی فروخته شد و توسط آرآی‌ای‌ای گواهی طلا دریافت کرد. دومین آلبوم استودیویی گروه، دمده، در ۱۸ ژوئن ۲۰۱۳ منتشر شد که در جایگاه هفدهم بیلبورد ۲۰۰ قرار گرفت. گروه سومین آلبوم خود را به نام دقیقاً شبیه تو در ۲۴ فوریه ۲۰۱۵ منتشر کرد. آخرین آلبوم آنها تاکنون، آمدن به خانه، در ۷ آوریل ۲۰۱۷ منتشر شد.

## اعضای گروه
| اعضای کنونی - رانی ردکی – خواننده اصلی (۲۰۰۸–تاکنون)، کیبورد (۲۰۰۸–۲۰۱۸, ۲۰۱۹–تاکنون)، گیتار ریتم (۲۰۱۷–۲۰۱۸) - مکس جورجیف – گیتاریست اصلی, همخوان (۲۰۱۸–تاکنون) - کریستین تامپسون – گیتار ریتم، همخوان (۲۰۲۰–تاکنون)، گیتاریست اصلی، همخوان (۲۰۱۵–۲۰۱۸) - تایلر برگس – بیس، همخوان (۲۰۱۸–۲۰۲۱، ۲۰۲۲–تاکنون)، گیتاریست اصلی، همخوان (۲۰۱۸) | اعضای کنونی در تورها - لوک هالند – درامز، سازهای کوبه‌ای (۲۰۲۱–تاکنون) |

## ترانه‌شناسی
آلبوم‌های استودیویی
- داروی من تو هستی (۲۰۱۱)
- دمده (۲۰۱۳)
- دقیقاً شبیه تو (۲۰۱۵)
- آمدن به خانه (۲۰۱۷)

## جوایز و دستاوردها
| سال                                                            | کار یا فرد نامزدشده | جایزه                                                         | نتیجه    | جایگاه | منبع   |
| -------------------------------------------------------------- | ------------------- | ------------------------------------------------------------- | -------- | ------ | ------ |
| ۲۰۱۱                                                           | فالینگ این ریورس    | آلترناتیو پرس: جایزه گروه موسیقی سال                          | برنده    | سوم    | [ ۳ ]  |
| ۲۰۱۱                                                           | "من خون‌آشام نیستم"  | جایزهٔ تالار مشاهیر Cagematch مجلهٔ Loudwire                    | برنده    | —      | [ ۴ ]  |
| ۲۰۱۱                                                           | "من خون‌آشام نیستم"  | ۱۰ موزیک‌ویدئوی برتر سال ۲۰۱۱ مجلهٔ Revolver                    | برنده    | نهم    | [ ۵ ]  |
| ۲۰۱۱                                                           | "داروی من تو هستی"  | ۱۰ آهنگ برتر سال ۲۰۱۱ مجلهٔ Revolver                           | برنده    | پنجم   | [ ۶ ]  |
| ۲۰۱۲                                                           | رایان سیمن          | آلترناتیو پرس: جایزه درامر سال                                | برنده    | دوم    | [ ۷ ]  |
| ۲۰۱۲                                                           | جکی وینسنت          | آلترناتیو پرس: جایزه گیتاریست سال                             | برنده    | اول    | [ ۸ ]  |
| ۲۰۱۲                                                           | رانی ردکی           | آلترناتیو پرس: جایزه وکالیست سال                              | برنده    | دوم    | [ ۹ ]  |
| ۲۰۱۲                                                           | "داروی من تو هستی"  | جوایز کرنگ! ۲۰۱۲: بهترین تک‌آهنگ                               | نامزدشده | —      | [ ۱۰ ] |
| ۲۰۱۲                                                           | فالینگ این ریورس    | جوایز کرنگ! ۲۰۱۲: بهترین تازه‌وارد بین‌المللی                   | برنده    | —      | [ ۱۰ ] |
| ۲۰۱۲                                                           | رانی ردکی           | جوایز کرنگ! ۲۰۱۲: شرور سال                                    | نامزدشده | —      | [ ۱۰ ] |
| ۲۰۱۳                                                           | رانی ردکی           | آلترناتیو پرس: بهترین ویدئوی ای‌پی‌تی‌وی                         | برنده    | اول    | [ ۱۱ ] |
| ۲۰۱۳                                                           | جکی وینسنت          | آلترناتیو پرس: جایزه گیتاریست سال                             | برنده    | سوم    | [ ۱۲ ] |
| ۲۰۱۴                                                           | جکی وینسنت          | جوایز آلترناتیو پرس موزیک: بهترین گیتاریست                    | نامزدشده | —      | [ ۱۳ ] |
| ۲۰۱۴                                                           | رایان سیمن          | جوایز آلترناتیو پرس موزیک: بهترین درامر                       | نامزدشده | —      | [ ۱۳ ] |
| ۲۰۱۴                                                           | "تنها"              | جوایز آلترناتیو پرس موزیک: آهنگ سال                           | نامزدشده | —      | [ ۱۳ ] |
| ۲۰۱۴                                                           | "باشگاه دختران بد"  | جوایز کرنگ! ۲۰۱۴: بهترین ویدئو                                | نامزدشده | —      | [ ۱۴ ] |
| ۲۰۱۵                                                           | جکی وینسنت          | جوایز آلترناتیو پرس موزیک: بهترین گیتاریست                    | نامزدشده | —      | [ ۱۵ ] |
| ۲۰۱۶                                                           | دقیقاً شبیه تو       | جوایز آلترناتیو پرس موزیک: آهنگ سال                           | نامزدشده | —      | [ ۱۶ ] |
| ۲۰۱۷                                                           | "فالینگ این ریورس"  | جوایز آلترناتیو پرس موزیک: بهترین گروه اجرای زنده             | برنده    | —      | [ ۱۷ ] |
| ۲۰۲۰                                                           | "هیولای عامه‌پسند"   | Octane Sirius XM: Top 30 Octane Big ‘Uns Countdown Songs      | برنده    | اول    | [ ۱۸ ] |
| ۲۰۲۲                                                           | "زامبی‌شده"          | جشنوارهٔ بین‌المللی فیلم ریچموند: بهترین‌های جشنواره، موزیک‌ویدئو | برنده    | اول    | [ ۱۹ ] |
| "—" نامزدی را نشان می‌دهد که جایزه مورد نظر رتبه‌بندی نداشته‌است. |                     |                                                               |          |        |        |